# Moe n'en loupe pas une
Ne pas confondre avec Un cocktail d'enfer, appelé Flaming Moe's dans sa version originale.
Moe n'en loupe pas une est le 11e épisode de la saison 22 de la série télévisée Les Simpson.

## Synopsis
Quand Smithers aide Moe à transformer son bar miteux en un bar branché et raffiné, il devient le lieu de prédilection des homosexuels de Springfield. Grâce à cette nouvelle clientèle, l'activité financière du bar se porte au mieux. Seulement, Moe mène ses clients à penser qu'il est lui aussi homosexuel et, ayant peur que la vérité n'affecte les recettes enregistrées par son nouveau bar, il n'ose pas avouer que ce n'est pas le cas.
Pendant ce temps, le proviseur Skinner tombe sous le charme du nouveau professeur de musique, Madame Juniper. Lorsqu'il découvre que sa fille, Melody, est amoureuse de Bart, il va se servir de ce dernier pour se rapprocher du prof de musique...